# Julian Szwed
Julian Szwed (ur. 16 lutego 1902 w Załuczu, zm. 20 kwietnia 1944) – polonista, nauczyciel, żołnierz AK.

## Życiorys
Był synem Wiktora Szweda, funkcjonariusza Polskich Kolei Państwowych w Czechowicach. Ukończył Gimnazjum im. A. Asnyka w Białej. W 1920 roku wziął udział w wojnie polsko–bolszewickiej. W 1922 roku rozpoczął studia na Uniwersytecie Jagiellońskim. Studia ukończył w 1926 roku. Podczas studiów działał w Towarzystwie Wzajemnej Pomocy Uczniów Uniwersytetu Jagiellońskiego. Był członkiem Komisji Rewizyjnej. W 1926 roku był redaktorem książki Jubileusz 60-cio lecia Towarzystwa Wzajemnej Pomocy Uczniów Uniwersytetu Jagiellońskiego w Krakowie : 1866-1926 : księga pamiątkowa.
Po studiach pracował w Prywatnym Męskim Gimnazjum Kupieckim Stowarzyszenia Kupców i Przemysłowców chrześcijan w Wilnie.
Po wybuchu wojny działał w konspiracji. Kierował komórką "N", która zajmowała się działalnością propagandową wymierzoną w Niemców w Biurze Informacji i Propagandy Komendy Okręgu Wileńskiego AK. Jako oficer AK miał pseudonim Wiktor. Został zastrzelony przez gestapo w majątku dyrektora banku Ludwika Szwykowskiego w Gulbinach. Po wojnie jego grób zrównano z ziemią. W 2006 roku mieszkanka wsi poinformowała Radą Ochrony Pamięci Walk i Męczeństwa, że teren na którym znajdował się grób trafił w prywatne ręce. Podjęto starania o ekshumację. W 2009 roku jego szczątki zostały ekshumowane i pochowane w kwaterze żołnierzy AK na cmentarzu na Rossie w Wilnie.

## Publikacje
- Mów poprawnie. Słownik błędów językowych Wilno 1931[6]